# エクスティンクション・レベリオン
エクスティンクション・レベリオン（英: Extinction Rebellion、略称：XR）は、人間の生産活動による地球温暖化 、生物の多様性の喪失 、そして人類の絶滅と生態システム全体の崩壊の危険に対する有効な政策の欠如に対して抗議し、温暖化に対する政治的な決断を促すために非暴力の直接行動を用いる社会・政治的な市民運動である。

## 概要
2018年5月に、イギリスで94名の科学者たちによる支持表明の公開書簡に署名をして設立され、2018年10月の終盤にロジャー・ハラム、ゲイル・ブラッドブルック 、サイモン・ブラムウェル、および前身である「Rising Up!」の活動家たちによって正式に活動を開始、2018年11月にロンドンで市民による様々な不服従行動を開始した。
翌年4月、XRはロンドン中心部の4つの主要地点、オックスフォードサーカス、マーブル・アーチ、ウォータールー橋、そして英国国会議事堂（ウェストミンスター宮殿）周辺を人海作戦により10日間にわたり占拠し、（救急車など緊急車両を除き）一般車両の通行を全て阻止することで意図的に市民生活に混乱を招き、現行政治による地球温暖化の決定的な政策の欠如に対して抗議した。
エクスティンクション・レベリオンは様々な草の根運動から触発されており、「ウォール街を占拠せよ/Occupy London」、マハトマ・ガンディーによる非暴力抵抗運動、女性の参政権を求めた「サフラジェット」、キング牧師による公民権運動、およびその他の市民権運動などを例に挙げている。
XRは、危機的な地球温暖化への対策として、これが緊急事態であることを世界共通の認識として波及させるように呼びかけている。
過去のイギリス（1961年）における反戦運動団体「Committee of 100」の集団逮捕の前例に倣い、XRの活動を支援する多くの市民は逮捕、あるいは逮捕の後の拘留に同意している。
ロゴは、日本ではデパートの「そごう」のマークと同じであるとして、話題になった。

ロゴ：地球をかたどる円の中に砂時計を掛け合わせ、絶滅回避までの残り時間が少ないことを警告した絶滅のシンボルを用いている。

## 公約

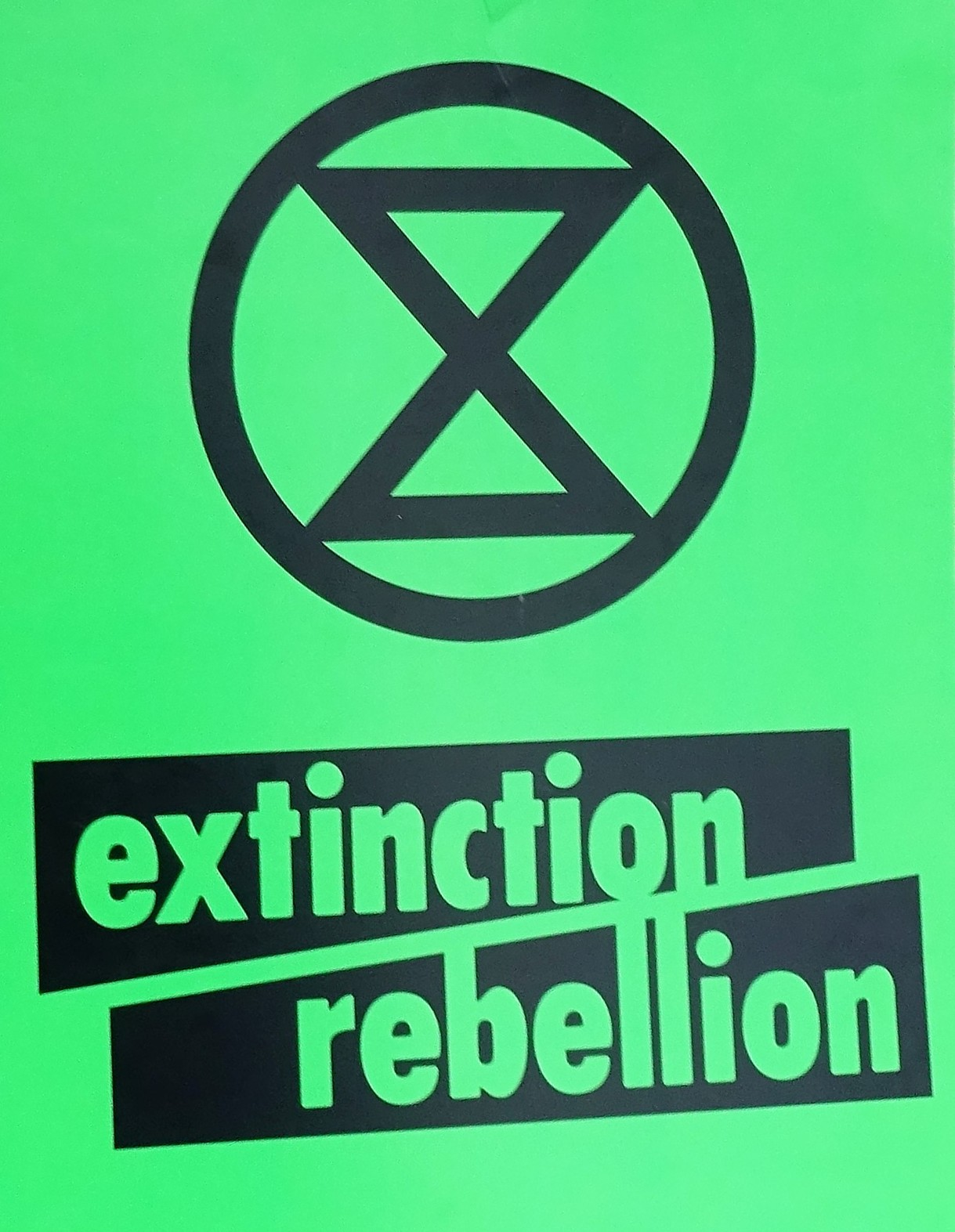
エクスティンクション・レベリオンのプラカード。 ロゴは絶滅を示唆している。

### 要求項目
エクスティンクション・レベリオンの掲げる目標はウェブサイトにおいて、以下のように述べられている： 
- 「政府は気候とより広範な生態学的な緊急事態について事実を語り、矛盾する政策を撤回し、メディアと協力して市民に情報伝搬する。
- 政府は2025年までに炭素排出量をゼロとし一般物品の消費量を減らすべく、法的拘束力のある政策措置を講じる。
- これらの変化を監督するための国民の議会 を設立し、正しく機能する民主主義を確立する。」

### 基本方針
エクスティンクション・レベリオンはウェブサイト上で次の内容を説明している：
1. 「XRは後世代の人々が暮らしていける世界を作るため、変革を起こすという理念を共有している。
2. XRが変革に必要として挙げる使命は、集団の推進力を活用した運動を実行するべく、総人口に対する3.5%の市民の参加を目指す。
3. 人類は、健康的で対応性と再生力を備えた、循環的な文化体質を確立する必要がある。
4. XRは自らの在り方も含め、現状に安住せず、既存の有害な社会構造に対して明白な疑問を投じ、変革を進めるべく活動を行っていく。
5. XRは自らの経験、自己反省から学び、外部からの情報を吸収して常に活動内容の改善と開発に努める。
6. XRはいかなる人々のいかなる規模の参加も歓迎し、積極的に安全で敷居の低い活動環境を提供する。
7. XRは意図的に権力を握ることを避け、内部の上下関係を排除し、より公平な参加体制を築く。
8. XRは非難や侮辱と言った手法を避ける。社会構造は有害であるが、その中の個人に責任を課し責めることはしない。
9. XRは非暴力の組織であり、変化を起こすには非暴力の作戦・手段が最も有効であると考える。
10. XRは自立的で拡散型の活動スタイルを基盤とし、既存の権力体制に挑戦するための手法・構造は集合的に創造していく。この基盤を用いた、いかなる市民活動も "RisingUp!" の名の下に実行することが出来る」[16]

## 支持者

### 第一の公開書簡
2018年10月26日に、94名の科学者たちが生態系の危機を踏まえた行動の必要性を訴える書簡に署名した。
[...] 地球温暖化に対する科学的な見解は明確であり、科学的な事実に論議の余地はない。 我々の世代が作り出した未だかつてない規模の環境災害と言う恐るべき負担を未来の世代が背負わなければならないのは、全く以て不当な行為である。 [...] 政府が予防原則を無視し、地球上の限りある資源で無制限の経済的成長は不可能であると言う公の認識を行わずに手をこまねいていると言う意味で、政府も未来の世代に対する不当行為の共犯である。
[...] 政府が故意に市民の保護義務を投げ出し、先の世代の将来性を確保することを怠った時、政府は市民の世話役という最も根本的な機能を果たしていないとみなされる。これは "社会契約" の違反であり、依って政府の無行動と責務怠慢をあるがままに受け入れず、生命を守るために反抗する行為は単に市民の権利であるだけではなく、市民としての倫理道徳的な責任である。

我々科学者は2018年8月31日付で開始されるエクスティンクション・レベリオンへの支持を表明する。我々科学者はXRの要求である、政府による地球温暖化に関わる難渋な事実の公な認知を全面的に支持する。我々科学者は市民議会と科学的証拠に基づいた科学分野との協力を行い、予防原則に基づいて緊急に経済活動全ての完全な脱・二酸化炭素排出を実現する具体的な計画を捻出することを喚起する。

### 第二の公開書簡
2018年12月9日に、世界各国の科学者・政治家・作家・活動家ら混合の百人によって署名された、XRの支持を表明する第2回目の公開書簡が出版された
[...] 世界各国の政治指導者達は地球温暖化による危機的な状況に対する対策に手をこまねいており、グローバル企業による資本主義が世界経済の原動力であり続ける限り、世界的な環境壊滅は不可避であると考える。
[...] 我々はより範囲を広げ、原住民族の権利擁護、脱植民地化、過去の行いに対する正義の執行など、現行の体制による独りよがりな方針に対して世界中の市民が立ち上がって行動を起こすことを呼びかけ、XRの世界的なムーブメントに参加することで人類絶滅の危機に対して世界中の市民が反抗することを求めている。
我々は集合として、政治家や企業の独りよがりで現実逃避的な態度を改めさせるため、非暴力のあらゆる行動を取る必要がある。政治家や企業の「今まで通り」のやり方はもはや通用しない。世界市民は政治家や企業の地球環境に対する失態にいつまでも甘んじてはいられない。

全ての市民一人一人、とりわけ物質的に豊かな国々の市民は、生存と言う人権を守るためだけではなく地球環境の世話役として、物質の消費量を現行より遥かに減らした、質素な生活スタイルの必要性を受容することに取り組まなければならない。
2019年4月15日に始まり約10日間続いた「インターナショナル・レベリオン」期間の間、女優エマ・トンプソンによるデモ現地参加と公衆スピーチ、地球温暖化に対する児童ストライキ指導者のグレタ・トゥーンベリによるイギリス訪問、元NASA科学者のジェームズ・ハンセンや、言語学者で活動家のノアム・チョムスキーからの支援メッセージなど、様々な分野の著名人から直接的・間接的な形でXRの活動に対する多くの支持が表明された。 

## イギリスにおける活動

### 2018年
2018年10月17日、エクスティンクション・レベリオンのメンバーは、グリーンピース（環境保護団体）の英国本部で「グリーンピースのメンバーに対し、環境壊滅を避けるためには市民による群衆抗議運動が唯一残された手段であるとして、XR活動への同時参加を呼びかけるため」座り込み行動を行った。

#### '反抗'声明
2018年10月31日、イギリスの国会議事堂前の広場で執り行われた「XRの宣言」  に1000人以上が立ち会い、環境保護活動家ドナカー・マカーシー、ドキュメンタリー司会者ジュリア・ブラッドベリー 、政治団体グリーンおよび欧州議会議員のモリー・スコット・カトー、当時15歳のスウェーデンの高校生グレタ・トゥーンベリらが演説を行った。グレタ・トゥーンベリはスウェーデン政府の地球温暖化対策の欠如に対し、登校拒否と言う形で 「ストライキ」を実施している 。「'反抗'声明」の詳細が提示・合意された後、集会は国会議事堂前の路上を占拠して歩行者天国化させ、グリーン党国会議員キャロライン・ルーカス 、環境保護家ジョージ・モンビオット、およびその他の演説者やシーズ・ザ・デイ（バンド）が上演を続けた  。このイベントでは、車道で故意に座り込みを続けたとして、15人のXR活動家が逮捕された。
2018年11月最初の2週間で、エクスティンクション・レベリオンによる市民の不服従活動の結果、60人以上の参加者が逮捕された 。
2018年11月12日、XR活動家たちはイギリスのビジネス・エネルギー・産業戦略省の入口に立ちはだかり、うち何名かは建物のドアに瞬間接着剤で手を接着して撤去作業を阻害した。
2018年11月14日、 XR活動家たちは「地球温暖化、人類はクソッタレに絶体絶命だ」と言う巨大な旗を人目に付くウェストミンスター橋  から掲げ、さらにアピールの一環としてイギリス首相官邸入口の柵に瞬間接着剤で手を接着した 。

#### 第一回 レベリオン・デー

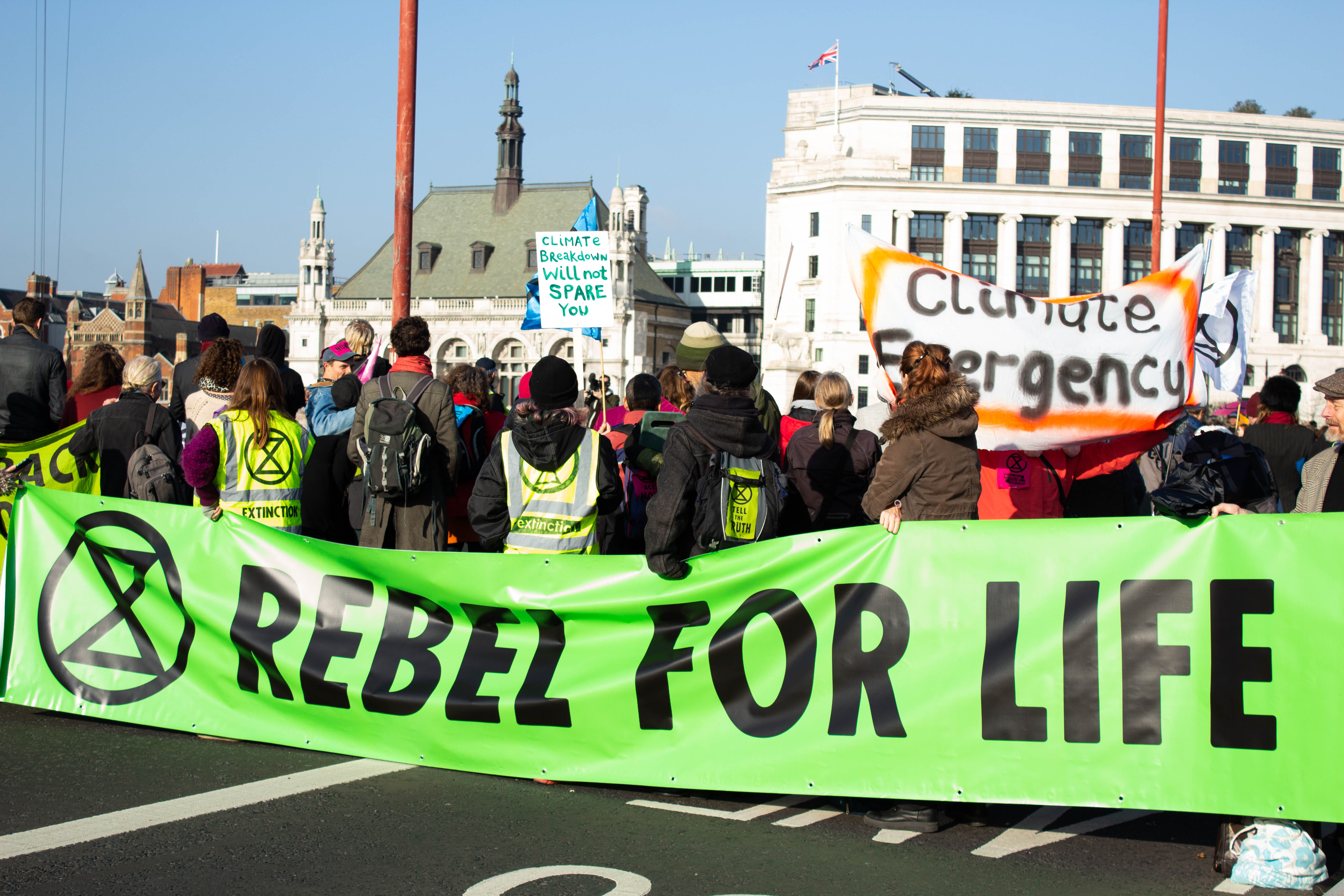
2018年11月17日、 ロンドンのブラックフライアーズ橋を占拠して開催された「レベリオン・デー」

2018年11月17日、第一回「レベリオン・デー」開催において約6,000人がロンドンのテムズ川に架かる5つの主要橋（ サザーク橋 、 ブラックフライアーズ橋 、 ウォータールー橋 、ウェストミンスター橋、 ランベス橋 ）を人海作戦により数時間にわたって占拠したことからロンドン中心部で大規模な交通渋滞を引き起こし、最終的に70名が逮捕された。大手新聞ガーディアン紙は「近年イギリス国内で起きた最大規模の平和的な市民不服従活動の1つ」と述べた 。ヤング・ブリティッシュ・アーティストに属する芸術家ギャビン・タークは逮捕された活動家の一人だった。 
第一回「レベリオン・デー」に合わせて世界各地では、スウェーデンのストックホルム市でXRグループによる不服従行動、アイルランド各地の ダブリン／コルク／ゴールウェイ／ベルファスト、デンマークのコペンハーゲン市、ドイツのベルリン市、スペインのマドリード市、およびアメリカのニューヨーク市でXRによる集会がそれぞれ執り行われた。 

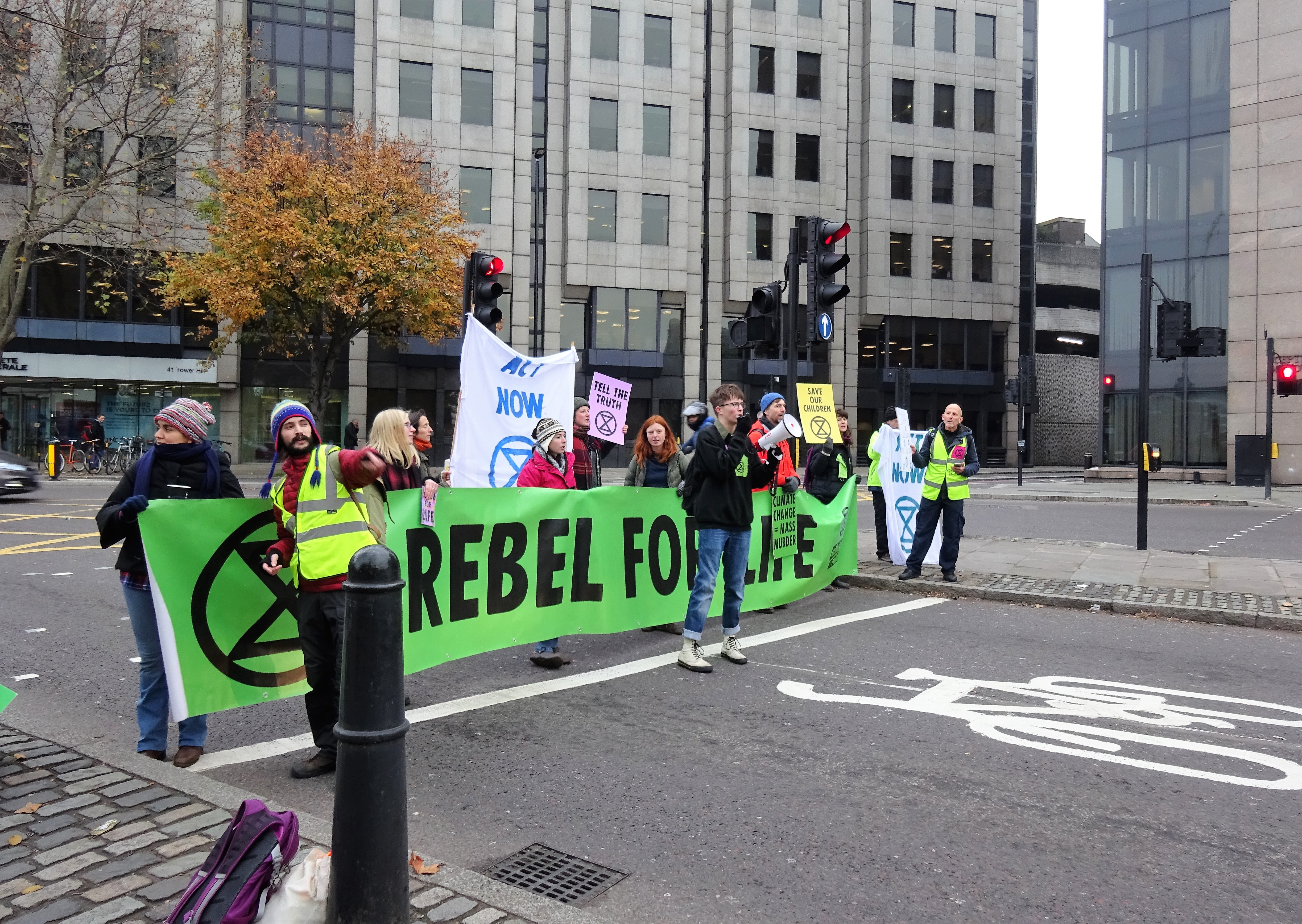
2018年11月23日、 ロンドン中心部のタワー・ヒルで行われたXRによる抗議デモ

2018年11月21日、XRは2日間に渡る「押し寄せ」人海作戦を展開し、ロンドン中心部4か所の主要道路の交差点それぞれで、一回につき約7分と言う区切りでXR参加者が大人数で路上に繰り出して瞬間集中的な通行阻止を行い、2日間に渡りこの行為を繰り返した結果、ラッシュアワーを含め終日にわたってロンドン市内の交通に深刻な混乱を引き起こした。
3日目にあたる2018年11月23日、熾烈なセール日となるブラックフライデーの午後に、ロンドンの主要ショッピング地区であるオックスフォードストリートで同作戦を展開し、買い物客と通勤客で混雑する一帯の交通に深刻な混乱を引き起こした。
同11月23日、イギリスではロンドン市以外で初のエクスティンクション・レベリオンの活動として、イギリス北部ヨーク市においてXRヨークの一団が、 コッパーゲート／クリフォード・ストリート／ペイヴメント／ウーズ橋の各地点で通行阻止を行い、さらにヨーク市議会のウェスト・オフィス外で抗議行動を行った。同日にオックスフォードを拠点にするXRオックスフォードの一団がボトレー・ロードの通行阻止を行った。

#### 第二回 レベリオン・デー
2018年11月24日、第一回の一週間後に行われた第二回 レベリオン・デーで、XRはダウニング街からバッキンガム宮殿に渡る路上を（人類死滅の危機を訴えるため）葬儀行列を装って練り歩いた 。到着したバッキンガム宮殿前でXRの共同創設者であるガイル・ブラッドブルックがエリザベス女王に宛てた書簡を読み上げ、XR活動家1名が宮殿の門に瞬間接着剤で手を接着して抗議を行った。その後模擬の葬儀行列は英国国会議事堂（ウェストミンスター宮殿）に向かい、一帯の車道を座り込みによって封鎖した 。 同日にはロンドン以外の各地都市、マンチェスター/シェフィールド /マカンスレス /エジンバラ  に於いてもXRによる抗議行動が同時多発的に行われた。
2018年12月15日、心理学の教授がブリストル 環境食料農村部 （DEFRA）で気候変動への抗議内容を落書きしたことによって逮捕され 、同日、集団で死んだふりをする「ダイ・イン」がXR活動家によって地元のショッピングセンターで行われた。 
2018年12月21日、BBCの本局およびイギリス各地のBBC支局にXR活動家たちが集い、BBCの編集方針に対して「気候変動の危機について正確に報道していない」ことを指摘し、姿勢を変更するよう訴え、この際にロンドン中心部に点在するBBC本局群はXR活動家たちによって完全封鎖された 。

### 2019年以降
英国各地の政治や産業の主要イベントで単発のパフォーマンス・デモ活動を行うと同時に、春季・秋季にそれぞれ2週間の長期に渡りロンドンその他の主要都市で継続的なデモ活動を開催、市民によるキャンピング用品を用いた人海作戦の車道座り込みで交通網に重大な混乱をきたし、気候危機に対する対策の必要性を訴えた。2019年秋季のデモで警官の一団がピンクの大ダコ を徒歩で護送するシーンはXR独特の絶妙な素人パフォーマンスとして、多くのメディアでも注目を浴びた。
2019年に入ってからXRの知名度、動員人数、活動内容が軌道に乗って来た事を踏まえ、XRは計画をメルマガ・ソーシャルメディアを通して事前告知し、参加者の協力を効率よく呼びかけるようになった。
2023年1月、道路封鎖などの活動を停止し、代わりに集会などに重点を置くことを発表した。

## 逮捕される事を活動手段とする（英国）
XRの創立者たちは、世界各地で過去に起きた様々な市民運動からの教訓として「書簡やメール、デモ行進による訴えには効果がない。手応えのある効果を得るには参加者が2千～3千人規模で逮捕され、そのうち400人ほどが投獄される事が必要だろう」 と述べている。
2019年春季の2週間デモでは、英国ロンドンの活動だけで1130人の市民が逮捕されており、逮捕者の内容も年金受給者から現役の政治家に至るまで幅が広い。

## 支援と資金
一般市民に並び支持者は様々で、科学者、教育関係者、芸能人、政治家、事業主などあらゆる分野からの支持が集まっている。裕福な個人や団体からの大規模な寄付に並び、個人からの寄付金もXRの活動資金となっている。

## 指摘される問題点
参加者の、経済・人種・階級傾向が白人の中産階級に偏っていると言う指摘。
活動内容が過激すぎると言う指摘。
設立者の一人であるロジャー・ハラムの思想が既存の環境団体すら否定し、民衆を扇動する「環境的黙示録」であり、市民的不服従を僭称している、という批判。